# Polyarteritis nodosa
A polyarteritis nodosa (ejtsd: 'poliarteritisz nodóza', jelentése: „sok ütőér göbös gyulladása”, rövidítése: PAN; más néven Kussmaul–Maier-betegség) egy ismeretlen eredetű autoimmun érbetegség, mely szinte bármely szerv középnagy artériáit károsíthatja. Egyszerre több verőér is érintett, melyekben a gyulladásos elváltozások szakaszosan jelennek meg, ép érterületekkel váltakozva. A gyulladás nekrózist idéz elő (nekrotizáló pánarteritisz), majd a sérült érfalon fibrin válik ki (fibrinoid nekrózis). Később kötőszövetes átépülés (fibrózis) jön létre, mely egyaránt okozhat érszűkületet vagy éppen értágulatot (aneurizmát). A károsodott területeken gyakran vérrög (trombus) képződik, mely érelzáródáshoz vezethet.

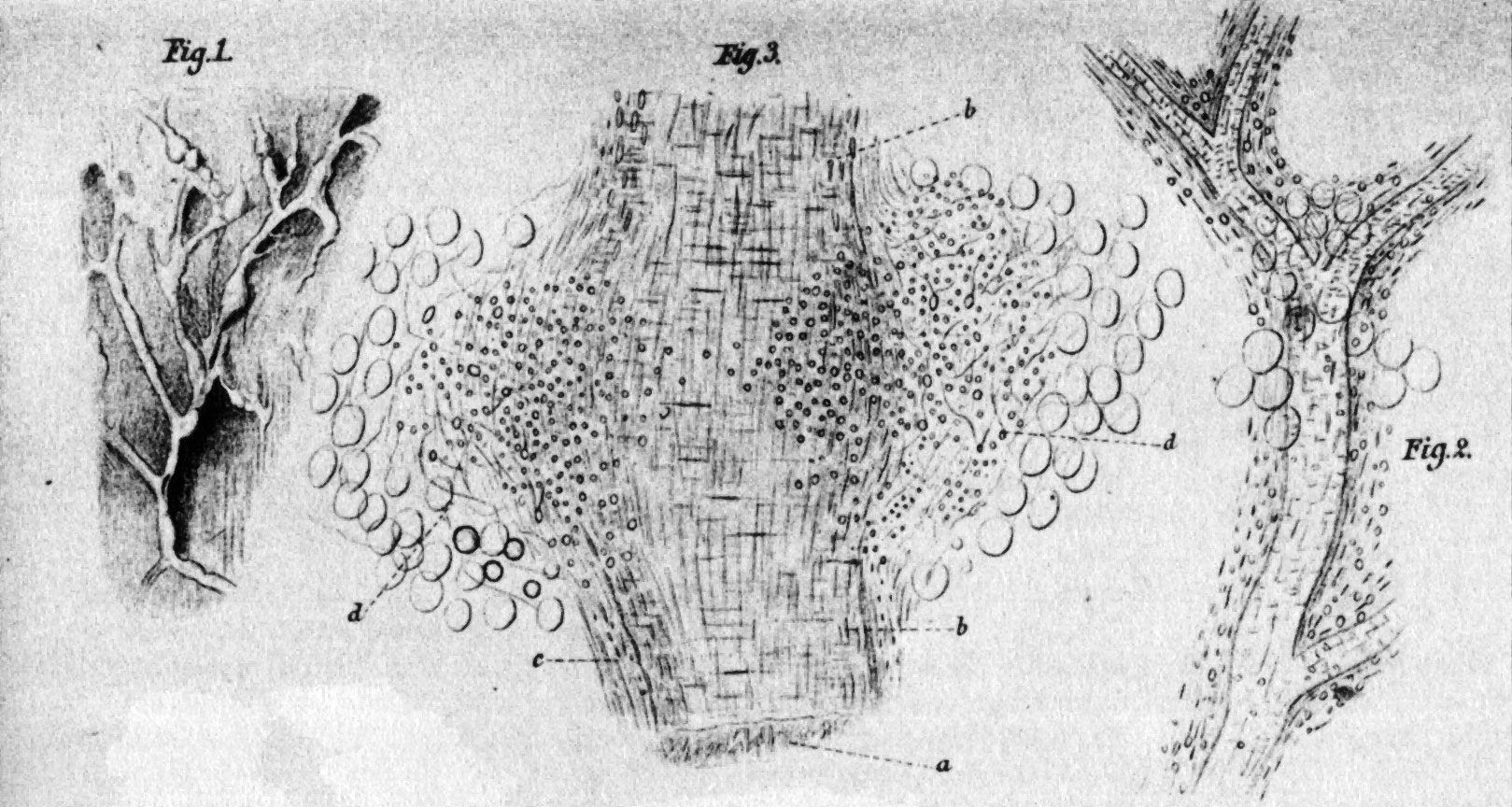
PAN mikroszkópos képe (rajz)

A betegség elsősorban fiatal felnőttekben lép fel, akikben gyakran (mintegy 30%-ban) kimutatható hepatitis B vírusfertőzés. A leggyakoribb tünetek: láz, rossz közérzet, fogyás, hasi, ízületi és izomfájdalom, idegrendszeri tünetek. Súlyos infarktusos és vérzéses szövődmények léphetnek fel, például veseinfarktus, gutaütés, szívinfarktus, bélinfarktus.
A diagnózis felállításához az orvos segítségére lehet a zsigeri artériák angiográfiás és az érintett szervek biopsziás vizsgálata.
A polyarteritis nodosa kezelésére elsősorban glukokortikoszteroidokat (pl. prednizolont) vagy ciklofoszfamidot alkalmaznak. Adhatók citosztatikumok (azatioprin, metotrexát) is, valamint végezhető plazmaferézis. Az esetlegesen egyidejűleg előforduló hepatitis B interferonnal kezelendő.

## Lásd még
- Kawasaki-szindróma